# Bătălia de la Żółte Wody
Bătălia de la Apele Galbene (în limbile ucraineană Жовтi Води, transliterat: Jovti Vodî; poloneză Żółte Wody), 29 aprilie – 16 mai 1648), a fost prima mare bătălie a Răscoalei lui Hmelnițki. Numele bătăliei este dat de râul pe malurile căreia s-au dat luptele și de localitatea din apropiere . 
Luptele s-au desfășurat la aproximativ 36 km nord de Jovti Vodî, un oraș din zona central sudică a Ucrainei. Aici, armata polono-lituaniană aflate în plin marș sub comanda lui Stefan Potocki a întâlnit  forțele superioare numeric ale cazacilor conduși de Bogdan Hmelnițki, aliați cu tătarii comandați de Tuhay Bey. După ce cazacii înregistrați, care făceau parte din armata polono-ucraineană, au dezertat trecând de partea lui Hmelnițki, Stefan Potocki a hotărât să se retragă, iar forțele sale au fost înfrânte după o luptă de 18 zile. În momentul înfrângerii, trupele trimise în sprijinul polonezilor erau la 100 km distanță de câmpul de luptă.

## Evenimentele din perioada premergătoare bătăliei

### Pregătirile pentru războiul antiotoman
În aprilie 1646, după o întâlnire cu principalii conducători ai cazacilor, regele Władysław a reușit să obțină acordul secret al acestora pentru organizarea unei campanii militare împotriva Hantului Crimeii . Regele a dat documentul pe care îl semnase esaulului (grad militar căzăcesc, inferior celui de heman, membru al statului major căzăcesc) Ivan Barabaș, care îndeplinea funcția de reprezentant al cazacilor la curtea de la Varșovia. Printre membrii delegației căzăcești se număra și Bogdan Hmelnițki, la acea vreme comandant al regimentului cazacilor înregistrați din Cihirin. Din delegație mai făceau parte și Iliaș Karaimanovici și Ivan Nestorenko.
Regele a ales Lwowul ca punct de întâlnire al oștilor care urmau să participe la campania împotriva tătarilor. Pregătirile de război au fost interpretate de membrii Seimului ca o încercare a regelui de preluare a puterii în stat și, în iulie 1646, Senatul a cerut monarhului să înceteze orice acțiune, amenintând cu aducerea afacerii în fața deputaților în următoarea sesiune. Lipsit de sprijinul deputaților, regele Wladyslaw a rămas să spere doar în sprijinul cazacilor.
Barabaș și Karaimovici, după ce au aflat că regele a pierdut sprijinul Senatului, au refuzat să se mai supună ordinelor monarhului, deoarece i-ar fi pus în opoziție cu Seimul. În schimb, Hmelnițki a decis să rămână loial angajamentului luat de cazaci față de rege. Cum nu a putut să intre în posesia documentului semnat de rege, Hmelnițki a hotărât să continue recrutările pe cont propriu. Barabaș și Karaimovici au informat autoritățile despre hotărârea lui Hmelnițki, iar starostele din Cihirin Alexander Koniecpolski, a hotărât să îl pună sub supraveghere pe Bogdan. Ajutorul starestelui, Daniel Czapliński, a întreprins un raid de pedepsire împotriva lui Hmelnițki, atacându-i proprietatea de la Subotiv, atac în timpul căruia fiul mai mic al lui Bodan a fost ucis
În capitală, s-a hotărât ca în mai 1647, la următoarea sesiune a Seimului, să se discute și planurile regelui pentru o viitoare campanie militară. Spre sfârșitul aceleiași luni mai, Bogdan Hmelnițki și escorta sa formată din 10 cazaci au ajuns la Varșovia . Hmelnițki venea în mod oficial în capitală pentru a cere dreptate în conflictul cu Czaplińskil. Adevăratul motiv al vizitei sale era mult mai complex însă. Poziția Seimului varia mult în acel an față de cea din 1646, iar Hmelnițki voia să obțină asigurări din partea monarhului cu privire la războiul cu turcii și aliații acestora. În cazul în care Wladyslaw ar fi fost hotărât să continue planurile de război, Hmelnițki era hotărî să-și folosească toate relațiile pentru întărirea legăturilor cu regele și sprijinitorii acestuia, punându-i în dificultate pe Barabaș și pe Karaimovici, care se aliaseră cu inamicii politici ai regelui și refuzau să îi sprijine planurile acestuia din urmă. Hmelnițki era dornic să vadă la fața locului evoluția discuțiilor din Seim și să afle din timp dacă apărea vreo moficare a poziției acestuia cu privire la planurile de război. De asemenea, Hmelnițki și sprijinitorii săi s-au folosit de această vizită pentru obținerea tuturor informațiilor necesare și pentru evaluarea situației police.

### Conspirația lui Hmelnițki, arestarea și eliberarea
În octombrie 1647 a avut loc o importantă întâlnire în apropiere de Cihirin, în timpul căreia Hmelnițki a reamintit delegaților cazacilor despre situația din regiune, despre intențiile regelui Poloniei de începere a unui război împotriva otomanilor și despre împiedicarea acestor planuri de magnații polonezi. El a mai prezentat auditorului scrisoarea primită de la rege și a declarat că momentul este potrivit pentru declanșarea unei rebeliuni, date fiind neînțelegerile dintre polonezi. Cazacii nu s-au arătat prea încântați de ideea unei răscoale, amintind de criza de arme, de efectivele mari ale armatei regulate poloneze și de problemele de aprovizionare. Hmelnițki a subliniat că, pentru contracararea greutăților, cazacii ar putea apela la sprijinul unei puteri externe – a rușilor sau tătarilor. La scurtă vreme după această întâlnire, Hmelnițki a fost arestat la Bujin, la aproximativ 50 km nord de Cihirin și a fost trimis la Krîlov, pentru a fi judecat de Aleksander Koniecpolski. Koniecpolski s-a temut de consecințele unei condamnări la moarte pentru trădare a lui Hmelnițki și a preferat să îl elibereze pe cuvânt de onoare, plănuind să îl asasineze în libertate. Pe 7 decembrie 1647, polcovnicul Stanislaw Michal Krychewski l-a avertizat pe Hmelnițki cu privire la planurile de asasinare. Hmelnițki a recurs la o stratagemă: s-a prefăcut că se îndreaptă cu cei aproximativ 1.000 de oameni care îi asigurau paza spre centrul administrativ al cazacilor înregistrați – Trahtemiriv – și a schimbat bruc direcția deplasării spre Siciul Zaporojean. Aici, el a fost însoțit de fiul său mai mare, Timuș Hmelnițki, care a venit însoțit de un mic grup de cavaleriști. 
În acele timpuri, la conducerea Siciului fusese ales ataman Fedir Liutai, un vechi prieten al lui Hmelnițki. Acesta din urmă a ajuns în Zaporoje în prima decadă a lunii decembrie (după alte surse în a doua decadă a lunii ianuarie 1648) unde s-a întâlnit cu Liutai pe insula Tomakivka de pe Nipru. În apropiere se afla insula Hortiția, unde era o garnzoană poloneză, ale cărei efective erau formate dintr-un regiment al cazacilor din Cerkasî și o unitate de dragoni sub comanda polocovnicului Górski were. Venirea lui Hmelnițki în regiune a dat un imbold pregătirilor pentru rebeliune. Au fost trimiși mesageri cazacilor de pe Don și la Bahcisarai – capitala Hanatului Crimeii. Cazacii de pe Don au primit cu entuziasm propunerile de răzmeliță, dar tătării au fost mai sceptici, dată fiind existența unui decret din 1638, care pusese capăt temporar oricăror rebeliuni căzăcești.

## Atacul asupra garnizoanei poloneze de pe insula Hotriția

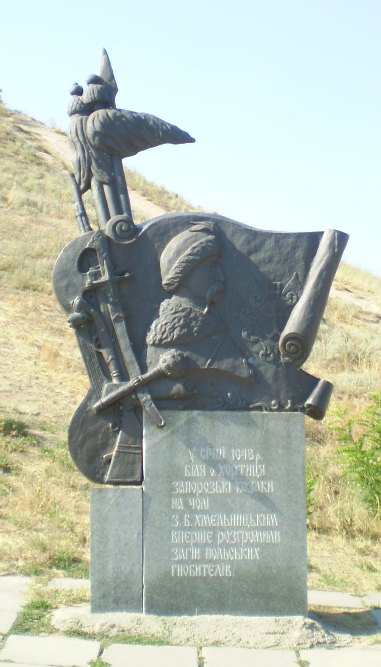
Inscripția de pe monument amintește că „În ianuarie 1648, lângă insula Hotriția, cazacii zaporojeni conduși de B. Hmelnițki au învins pentru prima oară forțele opresorilor polonezi”

La sfârșitul lunii ianuarie, Hmelnițki a declanșat un atac surpriză împotriva garnizoanei de pe insula Hotriția. Cea mai mare parte a cazacilor înregistrați s-a alăturat rebelilor, iar Górski, după ce a pierdut aproximativ 30 de oameni, s-a retras spre Krîlov. După alungarea garnizoanei poloneze, Hmelnițki a trimis scrisori către diferitele comunități de cazaci, cerându-le să se alăture forțelor sale în lupta împotriva polonezilor. Aceste scrisori au avut efectul scontat – peste 5.000 de cazaci se adunaseră în zona Siciului la sfârșitul lunii februarie. În toată această perioadă, liderii cazacilor s-au preocupat de continua fortificare a Siciului. 
Pe 15 martie 1648, o delegație a cazacilor condusă de Bogdan Hmelnițki și de fiul său Timuș a sosit la Bahcisarai pentru începerea tratativelor de alianță. Hmelnițki i-a prezentat hanului Ghiray scrisoarea regelui polonez și a propus tătarilor semnarea unei alianțe. După câteva zile de gândire, hanul a fost de acord să trimită în sprijinul cazacilor pe generalul său Tugay Bey. După ce Hmelnițki s-a reîntors la Sici, (fiul său rămăsese la curtea hanului ca „oaspete”), atamanul taberei a convocat o adunare a tuturor cazacilor pe 19 aprilie. Datorită numărului mare de cazaci prezenți la întâlnire, discuțiile au fost ținute în aer liber, în afara zidurilor Siciului. Cazacii și-au exprimat în unanimitate dorința de luptă împotriva polonezilor și aprobarea pentru organizarea fără întârziere a unei expediții militare. Bogdan Hmenlnițki a fost ales solemn în funcția de hetman. În cadrul unei ceremonii, atamanul taberei i-a înmânat hatmanului însemnele puterii – bunciucul (stindardul), bulawa (buzduganul) și drapelul cu însemenele heraldice. 
În cadrul acestei întâlniri s-a hotărât ca 8.000 de cazaci să plece în marș din Sici, în vreme ce restul aveau să rămână aici ca rezervă.  În timpul pregătirilor de luptă, au sosit în misiune oficială hetmanul Coroanei Mikołaj Potocki și rotmistrzul Chmielecki, care le-au cerut lui Hmelnițki și cazacilor să părăsească Zaporojia și să se reîntoarcă la casele lor. Hmelnițki a răspuns că așa ceva urma să se întâmple dacă Potocki și restul magnaților polonezi părăseau Ucraina. După un asemenea răspuns, Potocki a plecat în grabă cu armata sa spre sud. 
Principala forță a lui Mikołaj Potocki era încartiruită în Cerkasî, în vreme ce regimentul lui Kalinowski era staționat în Korsun. Alte trupe erau încartiruite pe proprietatea stegarului Coroanei Aleksander Koniecpolski din Kaniv. Armata Coroanei destinată înăbușirii revoltei avea aproximativ 15.000 de sodați. Mai înainte părăsirea Siciului, Hmelnițki l-a trimis pe Tugay-Bey cu aproximativ 500 de calăreți în misiune de patrulare, pentru asigurarea accesului în Sici a altro răzvrătiți. După ce a primit informații că armata poloneză se îndrepta spre fortăreața Kodak, Hmelnițki a decis să părăsească Siciul pe 22 aprilie cu principalele sale forțe (aproximativ 2.000 de cazaci), încercând să ajungă la Krylîv și  Cihirin. 

## Înainte de bătălie
În a doua decadă a lunii aprilie 1648, zvonurile despre revolta cazacilor s-au răspândit în toată Rzeczpospolita. Ori pentru că amploarea răscoalei a fost subestimată, ori pentru că s-a dorit o reacție rapidă, care să împiedice răpândirea tulburărilor, marele hatman al Coroanei Mikołaj Potocki și hatmanul de câmp al Coroanei Marcin Kalinowski au trimis 3.000 de soldați sub comanda lui  Stefan Potocki adânc în teritoriul cazacilor, fără să aștepte ajutorul pe care ar fi urmat să trimită prințul Jeremi Wiśniowiecki. Forțele lui Stefan erau compuse din două companii de dragoni, o unitate de infanterie (mercenari străini) și 11 companii de cavalerie (aproximativ 1.150 soldați) dintre care una de husari de elită. Restul militarilor erau cazaci înregistrați. Dacă grosul forțelor lui Stefan urmau să se deplaseze pe jos, un alt grup a fost trimis cu bărcile pe Nipru. Acest grup de 4.000 de soldați aflat sub comanda  colonelui (polcovnicului) Mihailo Kricevski, era compus aproape în întregime din cazaci înregistrați. Alături de ei călătorea pe calea apelor un mic număr de mercenari germani.
O unitate de 5.000 de soldați a rămas sub comanda hatmanului Mikołaj Potocki. El a încercat recruteze soldați din rândurile armatelor private ale nobililor locali sau a șleahtei mărunte
Forțele lui Stefan au ajuns primele la punctul de întâlnire. Se presupune că polcovnicul Kricevski a luat legătura cu Hmelnițki încă în timpul deplasării. Cei doi erau prieteni, Kricevski fiind cel care îl ajutase pe Hmelnițki să scape și să se refugieze în Siciul Zaporojean cu un an în urmă. 

## Bătălia

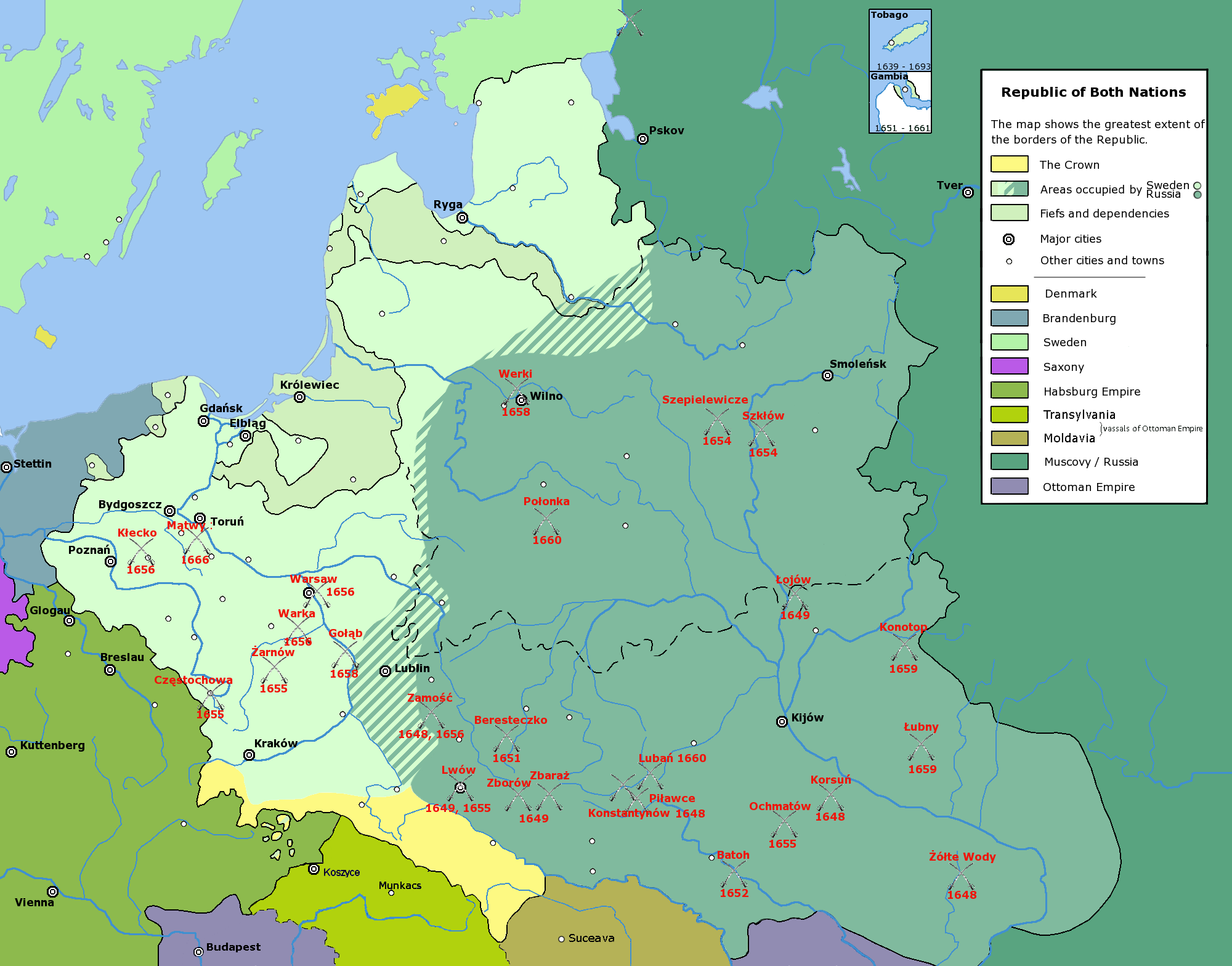
Hartă a Rzeczypospolitei în timpul Potopului – perioada deceniilor al cincilea și șaselea. Î n colțul din dreapta-jos se află locul bătăliei de la Apele Galbene „Żółte Wody”

Pe 28 aprilie 1648, forțele lui Stefan Potocki au ajuns față în față cu cele ale răsculaților în apropierea orașului Jovti Vodî. Cum forțele poloneze numărau doar aproximativ 3.000 de soldați și erau depășiți numeric de efectivele lui Hmelnițki – 8.000 de cazaci – și ale lui Tuhay Bey  – 3.000 – 4.000 de tătari -  Stefan Potocki a hotărât să se retragă și să organizeze apărarea în spatele carelor de transport. El a trimis un mesanger să ceară ajutor de la hemtmanul Mikołaj Potocki. 
Pe 4 mai 1648, cei 4.000 de cazaci înregistrați comandați de Mihailo Krîcevshi, în loc să se alăture forțelor poloneze, au trecut de partea lui Hmelnițki. Krîcevski a fost luat prizonier de tătari în timp ce lupta de partea polonezilor. El avea să fie eliberat de Hmelnițki și s-a alăturat forțelor rebelilor imediat după încheierea bătăliei. Cazacii care au refuzat să treacă de partea răsculaților, așa cum a fost Ivan Barabaș, precum și mercenarii germani au fost uciși. A doua zi, Stefan Potocki a pierdut încă 1.500 de oameni, când cazacii înregistrați  pe care îi comanda l-au părăsit și au trecut de partea lui Hmelnițki. Polcovnicul Ivan Hanja a fost cel care a reușit să îi convingă pe cazacii de sub comanda lui Potocki să treacă de partea răsculaților. În acel moment, forțele lui Hmelnițki crescuseră la 15.000 de soldați și continuau să crească odată cu sosirea unor noi recruți.

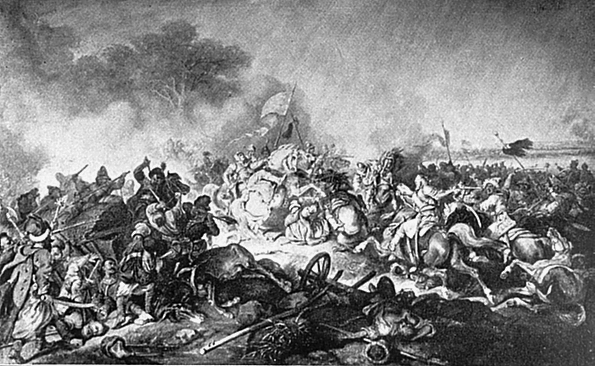
„Moartea lui Stefan Potocki în bătălia de la Apele Galbene”, tablou de Juliusz Kossak

Forțele polono-lituaniene a reușit să reziste în parte datorită artileriei lor superioare. Pe 13 mai 1648, Hmelnițki s-a întâlnit cu reprezentanții lui Stefan Potocki. Polonezii au negociat libera trecere a trupelor în schimbul cedării pieselor de artilerie. Când negocierile au eșuat, Potocki a decis în noaptea de 15 mai să încerce să se streacoare la adăpostul întunericului, parăsindu-și artileria. Polonezii au fost surprinși în timpul retragerii de arcașii tătari. Sub ploaia de săgeți, polonezii s-au retras spre satul fortificat din apropiere. Aici, forțele combinate ale  cavaleriștilor tătari și cazaci au reușit să spargă formația defensivă de care a polono-lituanienilor și i-au pus pe fugă pe apărători.
Hetmanul Mikołaj Potocki, care primise cererea de ajutor a fiului său pe 3 mai 1648, a trimis forțe de sprijin, care au ajuns la aproximativ 100 km depărtare de locația bătăliei în momentul în care aceasta se sfârșise.

## Urmări
Cei mai mulți soldați polono-lituanieni a fost uciși în luptă sau la scurtă vreme în timpul în care supraviețuitorii luptelor fugeau în dezordine. Stefan Potocki a căzut prizonier de război și a murit datorită rănilor pe 19 mai 1648. Consilierul său, Stefan Czarniecki, a fost luat prizonier, dar a reușit să scape la scurtă vreme după aceasta, devenind unul dintre cei mai mari comandanți polonezi de oști. 
Încurajați de această victorie, forțele cazaco-tătaro au atacat trupele hetmanului lui Mikołaj Potocki și le-au înfrânt în bătălia de la Korsun. 

## Bobliografie
- uc Голобуцький, Володимир, Запорозьке Козацтво, Максим, «Ізборник», Kiev, 1994, ISBN 5-11-003970-4 (http://litopys.org.ua/holob/hol.htm)
- pl Chrząszcz, J. Pierwszy okres buntu Chmielnickiego w oswietleniu uczestnika wyprawy Zoltowodzkiej // Prace historyczne w 30-lecie dzialanosci prof. St. Zakrzewskiego. Lwów, 1894.

## Resurse internet
- pl  Żółte Wody 1648.
- uc  Strategia militară a lui Bodab Hmelnițki